# Johann Caspar Bagnato

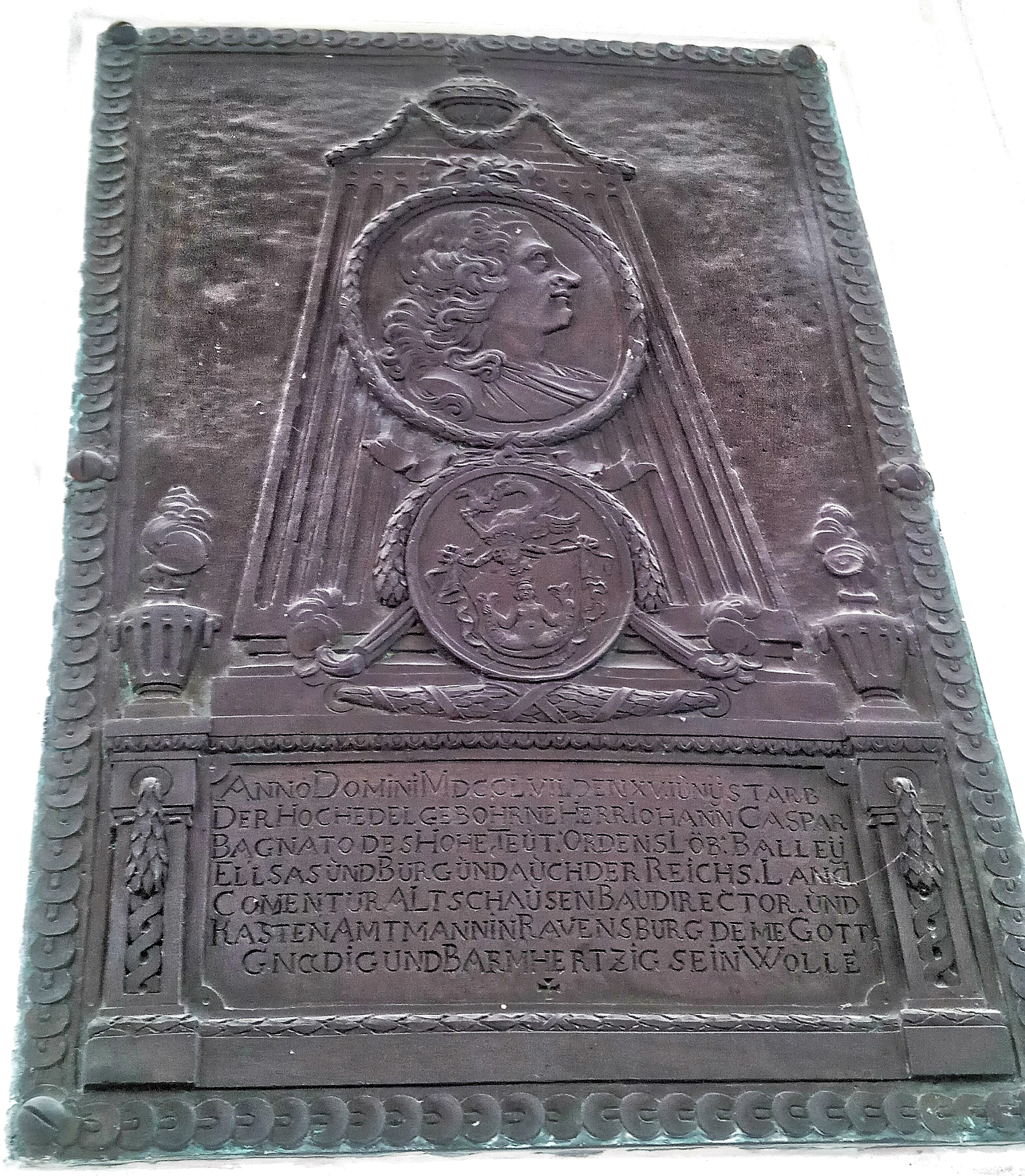
Porträt-Epitaph, Schlosskirche Mainau

Johann Caspar Bagnato, auch Giovanni Gaspare Bagnato (* 13. September 1696 in Landau in der Pfalz; † 15. Juni 1757 auf der Bodenseeinsel Mainau), von Ravensburg war ein Baumeister des Barocks in Südwestdeutschland. Er war Baudirektor der Deutschordensballei Schwaben-Elsass-Burgund.

## Biographie
Johann Caspar Bagnatos Vater Paul (Paolo) Bagnato stammte aus Peccia im Tessin, seine Mutter Anna Maria Stickelmeyer aus Deutschland. Die Familie wohnte zunächst in Landau; sie verließ die Stadt um 1700 und lebte dann in Speyer. Dort verunglückte der Vater 1704 beim Sturz von einem Gerüst tödlich. Er war ebenfalls Baumeister und hatte dort die Dreifaltigkeitskirche errichtet. Mutter und Kinder blieben in Speyer; die Mutter starb hier 1735.
Ab 1725 lebte Johann Caspar Bagnato in Mergentheim, von 1727 an in Ravensburg. Hier wurde er 1729, anlässlich seiner zweiten Verehelichung mit der Bürgerstochter Maria Anna Walser, als „Baumeister des Deutschen Ordens in Altshausen“ bezeichnet. In jenem Jahr begann er Schloss Altshausen umzugestalten. Von seinen Plänen wurde jedoch nur ein kleiner Teil verwirklicht. Zeitlebens blieb er beim Deutschen Orden angestellt und baute in dessen Auftrag zahlreiche Kirchen bzw. Ordensgebäude. Daneben war er auch für andere – meist kirchliche – Bauherren tätig.
1756 heiratete er nach dem Tod der zweiten Frau ein drittes Mal. Die Gattin hieß Maria Rosa Buol aus Obernheim, wo er kurz zuvor die Pfarrkirche erbaut hatte, und war die Nichte des dortigen Pfarrers. Im Alter litt Bagnato an Gicht. Er starb bei einer Inspektionsreise auf der Insel Mainau und ist in der dortigen Schlosskirche bestattet, wo sich an der inneren Westwand auch sein Bronzeepitaph befindet.
Johann Caspar Bagnatos Sohn Franz (Ignaz) Anton Bagnato (1731–1810) war ebenfalls Baumeister.
Einer ihrer fähigsten Paliere war ab 1740 Ferdinand Weitzenegger der sich 1761 als Baumeister und Architekt selbständig machte.

## Werke

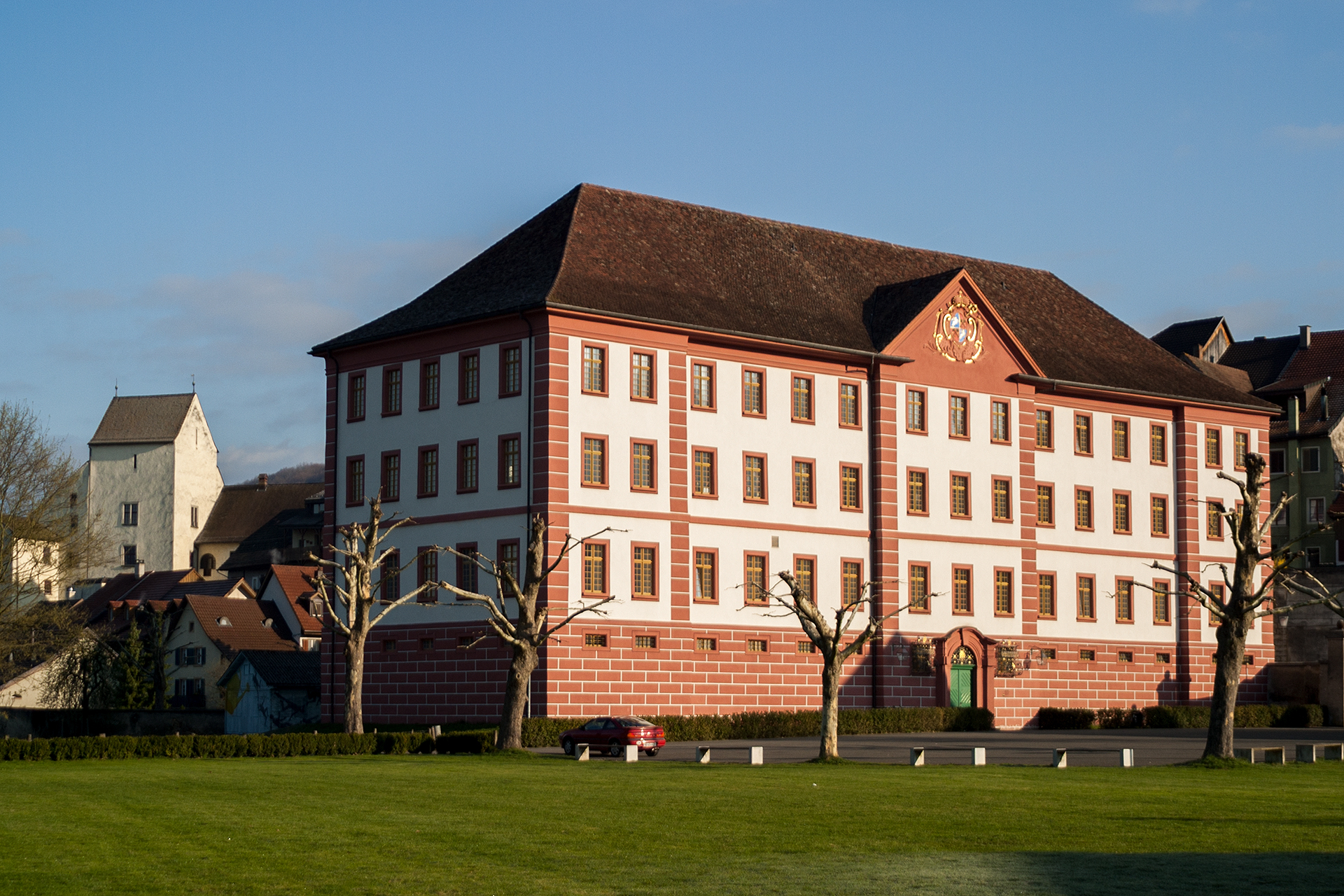
Propstei in Klingnau

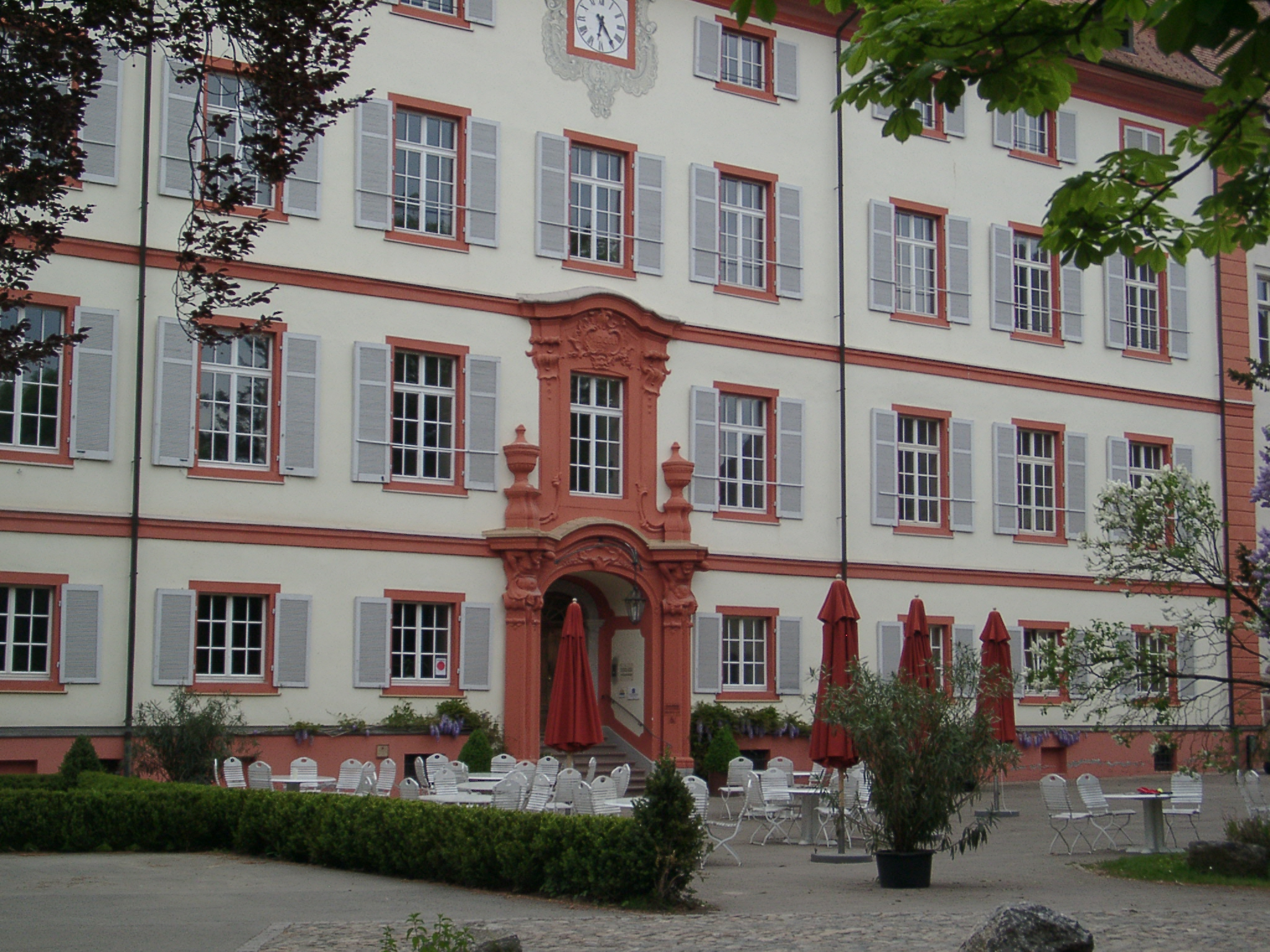
Eingangsportal des barocken Erweiterungsbaues von Schloss Beuggen

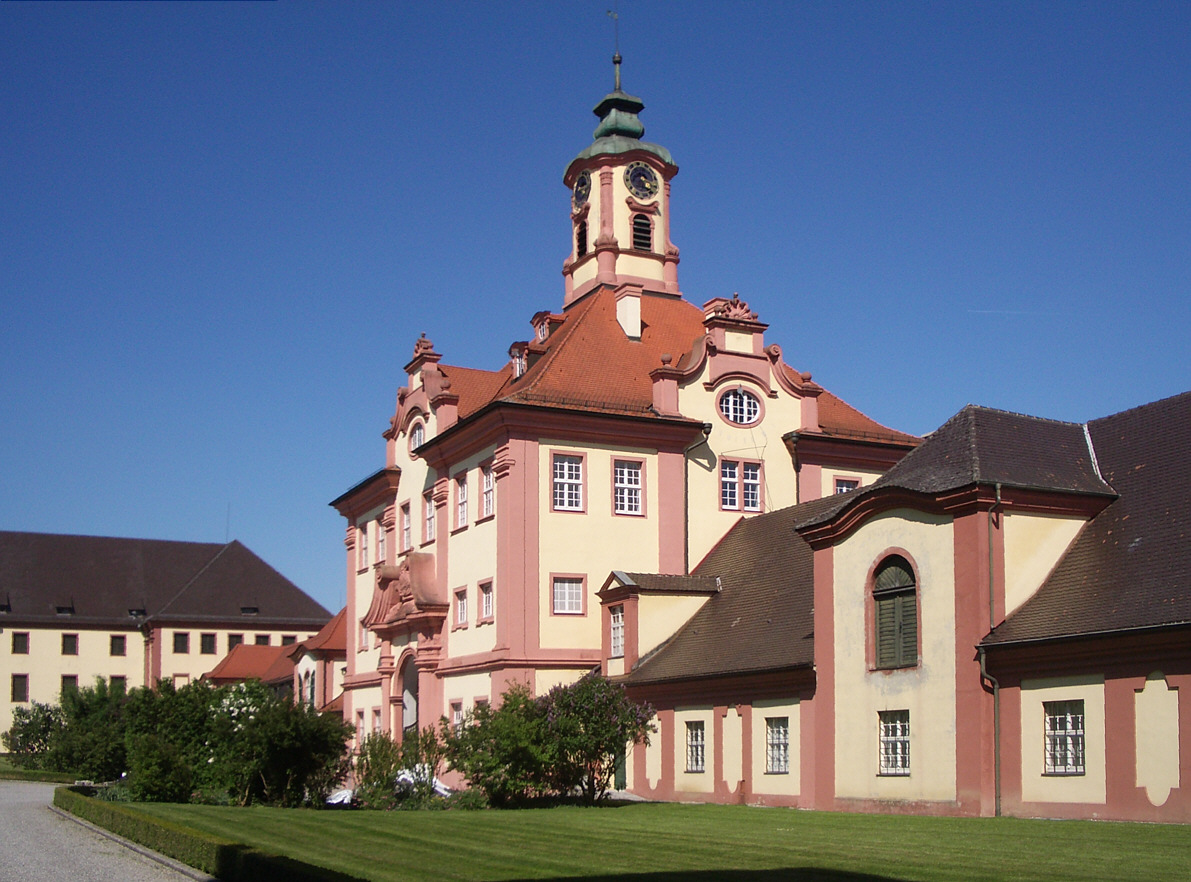
Torgebäude von Schloss Altshausen

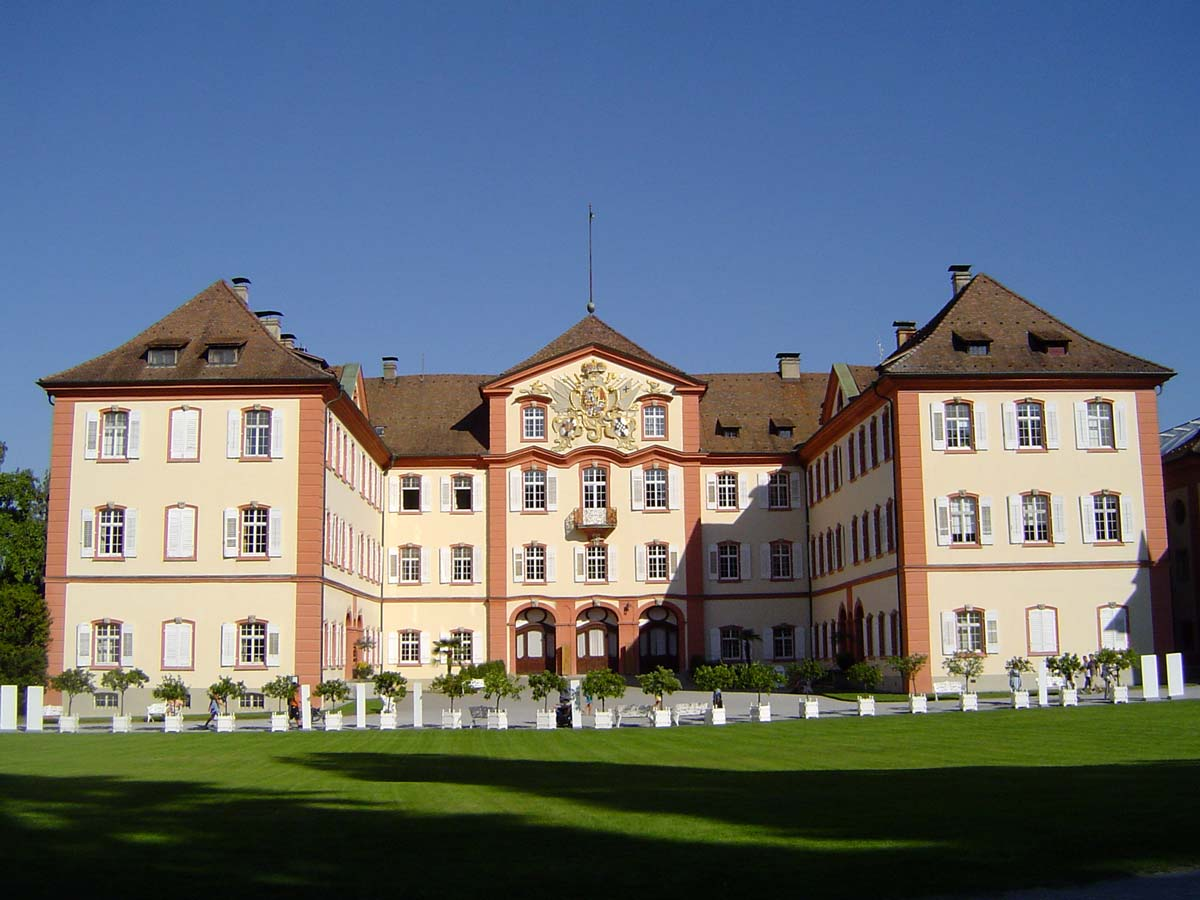
Schloss Mainau

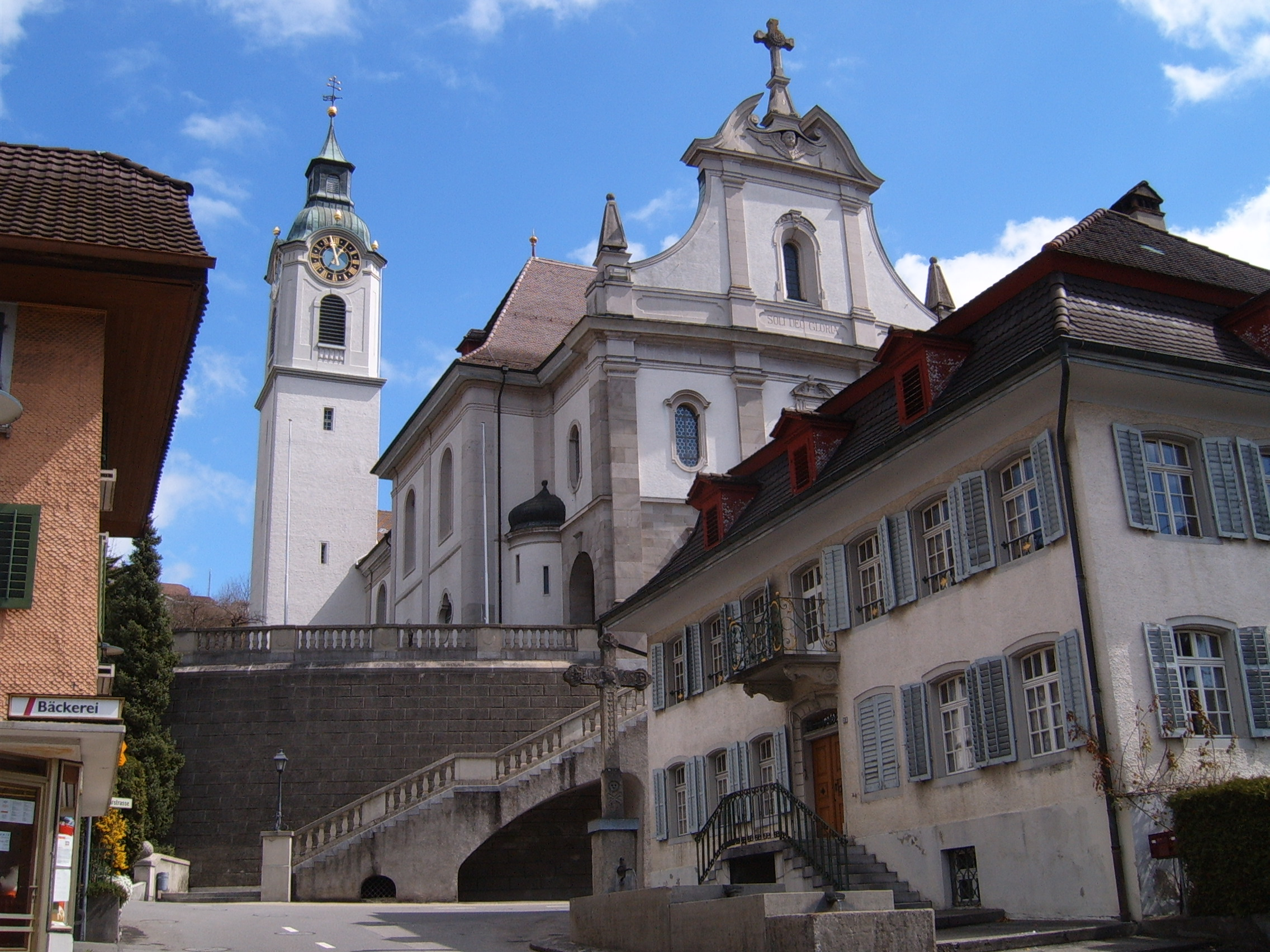
Pfarrkirche St. Pankratius in Hitzkirch

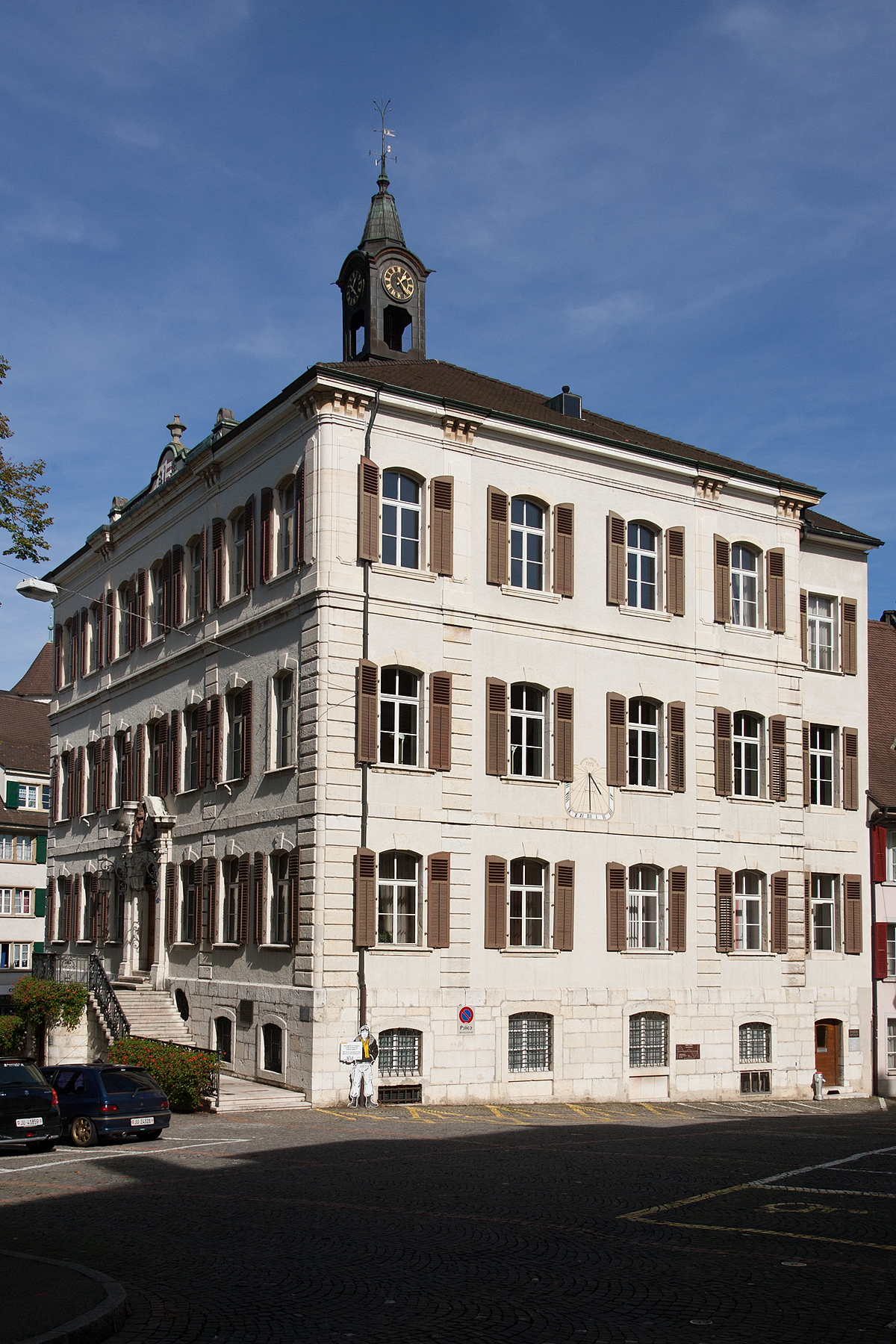
1742 bis 1745: Rathaus in Delsberg

- ab 1729: Erweiterung Schloss Altshausen
- um 1731: Altshauser Hof (Stadthaus der Deutschordenskommende Altshausen) in Ravensburg (fraglich)
- 1731–1733: St. Maria Magdalena in Friedberg bei Bad Saulgau
- 1732: Johannes-Nepomuk-Kapelle als Anbau an die St. Martins-Kirche in Meßkirch
- ab 1732: Schloss und Schlosskirche St. Marien, Insel Mainau
- 1733: Umbau des Verenamünsters in Zurzach
- 1736: Pläne für den Hofgarten am Schloss Meßkirch
- 1737: Kirche St. Georg in Zuzgen
- 1737: Stall- und Kutschengebäude des Schlosses der Herren von Zimmern in Meßkirch
- ab 1738: Pfarrkirche St. Remigius in Merdingen
- 1739–1746: Deutschordensschloss auf der Insel Mainau
- 1739/1744: Hofgarten der Fürstbischöflichen Residenz Augsburg (Ende des 19. Jahrhunderts verändert); die Zuschreibung ist umstritten
- um 1740: Ehrenhof und Torhalle von Schloss Dillingen an der Donau
- um 1740: Hofgarten, der Schlosspark des Zimmerschen Schlosses in Meßkirch
- 1740–1748: Johanniterkommende Zum Heiligen Grab in Mainz; ummauerte dreiflügelige Hofanlage nach Vorbild des französischen Stadthotels, Hauptbau mit übergiebelter Mitte und Mansardwalmdach
- 1741: Kirche St. Michael in Wegenstetten
- 1742–1745: Hôtel de Ville in Delémont, erbaut als Rathaus der Stadt
- 1744: Johanniter-Komturei (Dreiflügelanlage), Johanniterkommende Tobel in Tobel-Tägerschen, Kanton Thurgau
- 1744–1749: Deutschritterkommende Hitzkirch in Luzern
- 1745–1752: Schloss Gayenhofen in Bludenz
- 1746–1749: Kornhaus in Rorschach
- 1747: St. Otmar in Bremelau bei Münsingen
- ab 1747: Kloster-Erweiterung in Obermarchtal, ab 1749 Marchtaler Refektorium
- ab 1747: Umbau von Schloss Schloss Bad Krozingen-Biengen unter Marquard Herrgott
- 1747–1750: Rathaus in Bischofszell
- 1748–1751: Hôtel Gléresse in Porrentruy (sicher Pläne)
- 1748–1749: Treppenhaus des Superiorratsgebäude in Todtmoos
- 1748–1752: Münster Unserer Lieben Frau (Lindau)
- 1749: Pfarrhaus in Waldshut, Bauleitung hatte Ferdinand Weitzenegger, Zimmerer war Claus Schildknecht
- um 1750: Deutschordenskirche St. Agatha (Illerrieden)[3] (wahrscheinlich)
- um 1750: Projekt für Kirche in St. Gallen (Schweiz), nicht ausgeführt
- ab 1751: Barockschloss Veitsburg bei Ravensburg
- 1750–1757: Salemer Münster: Umbau des Innenraums und Turmbau
- 1752–1757: Renovierung, Umgestaltung und Erweiterung von Schloss Beuggen (Deutschordenskommende) bei Rheinfelden (Baden)
- 1753–1755: St. Afra in Obernheim, (Zollernalb-Kreis)
- 1745 und 1754: Propstei Klingnau in Klingnau, Kanton Aargau
- 1754: Haus in St. Blasien, später „Bagnatobau“ genannt
- ab 1754: Chor und Sakristei von St. Blasius in Ehingen (Donau)
- Deutschordenskommende Rixheim (Elsass)
- ? Kirche in Zell im Wiesental, (1818 abgebrannt)
- ? Umbauten an der Burg Hohenfels (Hohenfels)